# 一柳頼欽
一柳 頼欽（ひとつやなぎ よりよし）は、江戸時代中期から後期の大名。伊予国小松藩6代藩主。

## 生涯
宝暦3年（1753年）、第5代藩主・一柳頼寿の次男として生まれる。母は堅性院。
長兄の一柳頼忠が早世したため、明和7年（1770年）閏6月に世子となった。頼欽の教育のため、竹鼻正脩が侍講に任じられている。
安永8年（1779年）8月7日、父の隠居により跡を継ぎ、同年12月に叙任する。
藩政においては、その治世中にたびたび火災に見舞われるという災難が続いた。
寛政8年（1796年）8月15日、江戸で死去し、跡を長男・頼親が継いだ。

## 系譜
『寛政重修諸家譜』によれば子女は3男5女。
- 父：一柳頼寿（1733-1785）
- 母：堅性院
- 正室：牧野惟成の娘
- 継室：琴松院 - 一柳末栄の娘
  - 長男：一柳頼親（1791-1832）
- 側室：謙光院
- 生母不明の子女
  - 女子：戸田光一正室

はじめ牧野惟成の娘を正室に迎えるが離縁。ついで、同族である小野藩主一柳末栄の娘を正室として迎えた。